# Фумита, Кэнъитиро
Кэнъитиро Фумита (яп. 文田 健一郎 Кэнъитиро Фумита,  род. 18 декабря 1995 года) — японский борец греко-римского стиля, чемпион летних Олимпийских игр 2024 года, двукратный чемпион мира 2017 и 2019 годов, чемпион Азии 2017 года и бронзовый призёр чемпионата Азии 2019 года. Серебряный призёр Олимпийских игр 2020 в Токио.

## Биография
С 2014 года учится в Токийском Университете Спортивных Наук, за спортивную школу которого и выступает.
Бронзовый призёр чемпионата мира 2012 года среди юниоров в Баку, в весовой категории до 54 кг. В 2017 стал победителем чемпионата Азии по борьбе в Нью-Дели, в весовой категории до 59 кг. В 2017 году стал победителем чемпионата мира по борьбе, затем выиграл чемпионат мира по борьбе U23 в Бухаресте, в весовой категории до 59 кг. Чемпион Японии 2018 года. На предолимпийском чемпионате планеты в Казахстане в 2019 году в весовой категории до 60 кг, Фумита завоевал золотую медаль, став чемпионом, и получил олимпийскую лицензию для своего национального Олимпийского комитета.
На летних Олимпийских играх 2024 года в Париже, в весовой категории до 60 кг стал олимпийским чемпионом. В финальной схватке поборол китайского спортсмена Цао Лиго.